# Žarko Tomašević
Žarko Tomašević (en Montenegrino cirílico: Жapкo Toмaшeвић; 22 de febrero de 1990) es un futbolista montenegrino que juega como defensa en el F. K. Dečić de la Primera División de Montenegro.

## Selección nacional
Ha sido internacional con la selección de Montenegro en 64 ocasiones anotando 5 goles.

## Palmarés

### Títulos nacionales
| Título                     | Club                 | País       | Año  |
| -------------------------- | -------------------- | ---------- | ---- |
| Liga Premier de Kazajistán | F. C. Astana         | Kazajistán | 2019 |
| Supercopa de Kazajistán    | F. C. Astana         | Kazajistán | 2020 |
| Supercopa de Kazajistán    | F. C. Tobol Kostanai | Kazajistán | 2022 |
| Supercopa de Kazajistán    | F. C. Astana         | Kazajistán | 2023 |
| Copa de Montenegro         | F. K. Dečić          | Montenegro | 2025 |